# Huitzilihuitl
Huitzilihuitl (gestorven circa 1417) was de tweede heerser van Tenochtitlan. Hij trouwde met de dochter van een Tolteekse edelman uit Azcapotzalco. Hij vocht een oorlog tegen Texcoco en ondernam tal van bouwprojecten in het Dal van Mexico.
Tenoch ·
Acamapichtli ·
Huitzilihuitl ·
Chimalpopoca ·
Itzcoatl ·
Motecuhzoma I ·
Axayacatl ·
Tizoc ·
Ahuitzotl ·
Motecuhzoma II ·
Cuitlahuac ·
Cuauhtémoc